# Neko II.
Neko II., včasih tudi Nekau, Neku, Nehoh, ali Nikuu (grško starogrško Νεχώς Β' ali starogrško Νεχώ Β',  Nehos II ali Neho II, hebrejsko נְכוֹ‬, tiberijsko Náko) je bil faraon Šestindvajsete egipčanske dinastije, ki je vladal od leta 610 do 595 pr. n. št., * ni znano, † 595 pr. n. št.
Neko II. je po celem  Egiptu zgradil več pomembnih zgradb. Po Herodotu (4.42) je njegova feničanska pomorska odprava izplula iz Rdečega morja in v treh letih obplula Afriko do izliva Nila. Njegov sin Psametik II. je po prevzemu oblasti morda s spomenikov izbrisal Nekovo ime.
Igral je pomembno vlogo v zgodovinah Novoasirskega in Novobabilonskega cesarstva in Judejskega kraljestva.  Zelo verjetno je faraon, omenjen v več knjigah Svetega pisma.  Cilj njegovega drugega pohoda je bil osvojitev Levanta, zaustavitev novobabilonskega prodiranja proti zahodu in prekinitev trgovskih poti preko Evfrata. Egipčani so bili v nepričakovanem napadu Babiloncev poraženi in prisiljeni na umik iz Sirije. 
Egiptolog Donald B. Redford je ugotovil, da je bil Neko »sprva človek dejanj, obdarjen z domišljijo, ki je presegala dosege njegovih sodobnikov, vendar ni imel sreče in zato naredil vtis, da je neuspešen vladar«.

## Življenjepis

### Poreklo in mladost
Neko II. je bil sin faraona Psametika I. in njegove prve žene Mehtenvesket. Njegovo prestolno ime (prenomen) Vahem-Ib-Ra pomeni »izvršuje srce (se pravi voljo) Raja«. Po prevzemu oblasti se je soočil s kaosom, ki so ga povzročali pohodi Kimerijcev in Skitov, ki niso pustošili samo v Aziji zahodno od Evfrata, ampak so tudi pomagali Babiloncem pri razbijanju Asirskega cesarstva. Nekoč mogočno cesarstvo se je skrčilo na vojsko, uradnike in plemstvo, zbrano okoli generala, ki je branil Harran in kasneje postal kralj Ašur-ubalit II. Neko mu je takoj  po kronanju poskusil pomagati, vendar se je njegova vojska izkazala za prešibko in bila prisiljena na umik na zahod preko Evfrata.

### Vojni pohodi

#### Prvi pohod
Spomladi leta 609 pr. n. št. je z veliko vojsko, sestavljeno predvsem iz najemnikov,  sam krenil na pomoč Asircem. Vojsko je podpiralo njegovo sredozemsko ladjevje. Prehode preko hribovja južno od Džazire je blokirala babilonska zavezniška judejska vojska pod poveljstvom njenega kralja Jošije. V ostri bitki je Jošija padel. Dogodke opisuje tudi Herodot v svojih Zgodbah (2:159).
Neko je osvojil Kadeš na Orontu in nato svojo vojsko združil z Ašur-ubalitovo. Združena vojska je prečkala Evfrat in oblegala Harran. Neko je bil prvi, ki je za faraonom  Tutmozom III. prečkal Evfrat, vendar mu Harrana ni uspelo osvojiti. Babilonci so osvojili Asirsko cesarstvo, Ašur-ubalit pa je po teh dogodkih izginil iz zgodovine. 
Svetopisemska Knjiga kraljev opisuje, da se je Neko leta 609 pr. n. št. spopadel z judejskim kraljem pri Megidu in ga ubil. Neko je v Levantu pustil veliko vojsko in se vrnil v Egipt. Na poti domov je izvedel, da so Judejci za svojega novega kralja izbrali  Jošijevega sina Joahaza. Neko ga je po treh mesecih vladanja  odstavil in na njegovo mesto postavil Jošijevega sina Jojakima.  Joahaza je vklenjenega odpeljal v Egipt, kjer je v ujetništvu umrl.
Jošijeva smrt je opisana v Drugi kroniški knjigi (35:20–27). Opis pravi, da je kmalu potem, ko je Jošija uvede svoje  reforme pashe, prišel kralj Neko in se v bitki pri Karkemišu na Evfratu spopadel z Babilonci. Kralja Jošijo je v bitki težko ranil egipčanski lokostrelec. Odpeljali so ga v Jeruzalem, kjer je umrl.

#### Drugi pohod
Babilonski kralj Nabopolasar je sklenil ponovno vzpostaviti babilonsko oblast v Siriji. Leta 09 pr. n. št. zasedel Kumuh in od Egipta odrezal egipčansko vojsko v Karkemišu. Neko je takoj ukrepal in po štirih mesecih obleganja osvojil Kumuh. Babilonske vojake  je usmrtil. Nabopolasar je v Kurumatiju  na Evfratu zbral novo vojsko, vendar se je moral leta 605 pr. n. št.  zaradi slabega zdravja vrniti v Babilon. Egipčani so izkoristili njegovo odsotnost in napadli njegovo vojsko. Babilonski poveljnik je pobegnil z bojišča.
Postarni Nabopolasar je poveljstvo vojske predal svojemu sinu Nebukadnezarju, ki je pri Karkemišu odločilno premagal egipčansko vojsko in preživele Egipčane zasledoval do Hamata. Nekove sanje o oblasti v Siriji so se razblinile. Egipčansko ozemlje od Evfrata do Judeje so zasedli Babilonci, Neko pa ni imel dovolj moči, da bi jih pregnal. Ko je v Aškalonu izbruhnil upor, na primer, se na več prošenj za pomoč sploh ni odzval. Ko je leta 601 pr. n. št. s skrajnimi napori odbil babilonski napad na svojo vzhodno mejo, je za bežečim nasprotnikom uspel osvojiti Gazo, potem pa se je zadnja leta svojega vladanja posvetil kovanju zavezništev s Karijci in bolj na zahodu z Grki.

### Ambiciozni projekti
Med pohodom v Sirijo je začel nikoli dokončan amiciozem projekt gradnje kanala med peluzijskim krakom Nila in Rdečim morjem, najzgodnejšega predhodnika Sueškega kanala. Nova vodna pot naj bi omogočila trgovanje med Sredozemskim morjem in Indijskim oceanom.
Razen tega je z rekrutiranjem izseljenih jonskih Grkov ustanovil egipčansko mornarico.  Kar se tega tiče, je bil faraon brez primere, saj se je večina Egipčanov morja bala in mu ni bila nakaklonjena. Nekovo ladjevje je plulo predvsem ob obalah Sredozemskega in Rdečega morja.  Gradil je tudi vojne ladje, vključno z vprašljivimi triremami.

### Feničanska odprava
V obdobju med letoma 610 in 594 pr. n. št. je Neko domnevno poslal na pot odpravo Feničanov, ki je izplula  iz Rdečega morja in domnevno v treh letih obplula Afriko in pristala v delti Nila. Prepričanje v resničnost Herodotovega zapisa, povzetega po ustnem izročilu, je temeljilo predvsem na podatku, da so »imeli Feničani, ko so južno od Libije (Afrike)  pluli proti zahodu, sonce vedno na svoji desni«, se pravi na severu.  V Herodotovih časih ni bilo splošno znano, da je Afrika obdana z oceanom, ampak so verjeli, da je na jugu povezana z Azijo.
V podatek je verjel tudi Plinij, medtem ko so Strabon, Polibij in Ptolemaj vanj dvomili. Egiptolog A. B. Lloyd je leta 1977 podvomil, da bi faraon odobril tako odpravo, razen če je šlo za osvajanje Azije ali utiranje novih  pomorskih trgovskih poti.

### Smrt in nasledstvo
Neko II. je umrl leta 595 pr. n. št. Nasledil ge je sin Psametik II. Sin je iz neznanega vzroka  domnevno odstranil Nekovo ime s skoraj vseh Nekovih spomenikov. Nekateri znanstveniki, med njimi Roberto Gozzoli, v to dvomijo, ker so dokazi za to dejanje precej protislovni.